# Tordesilhas
Tordesilhas (em castelhano: Tordesillas) é um município da Espanha na província de Valladolid, comunidade autónoma de Castela e Leão, de área 141,95 km² com população de 8708 habitantes (2007) e densidade populacional de 57,89 hab/km².
É célebre por ter sido o local onde, em 1494, foi assinado entre o reino de Portugal e o recém-formado reino de Espanha o Tratado de Tordesilhas, que estabelecia a divisão das terras futuramente descobertas entre as duas nações.

## Demografia
| Variação demográfica do município entre 1991 e 2004 | Variação demográfica do município entre 1991 e 2004 | Variação demográfica do município entre 1991 e 2004 | Variação demográfica do município entre 1991 e 2004 |
| --------------------------------------------------- | --------------------------------------------------- | --------------------------------------------------- | --------------------------------------------------- |
| 1991                                                | 1996                                                | 2001                                                | 2004                                                |
| 7 548                                               | 7 946                                               | 8 045                                               | 8 218                                               |

- Commons